# Рахманов, Азат Борисович
Азат Борисович Рахманов (род. 1968) — российский учёный, социолог. Доктор философских наук (2013), профессор кафедры истории и теории социологии МГУ, на социологическом факультете которого трудится с 2001 года.

## Биография
Окончил философский факультет МГУ (1990) и аспирантуру там же (1995). Кандидат философских наук (1998, диссертация «Актуальные проблемы логики исторического исследования»). В 2013 году на философском факультете МГУ защитил докторскую диссертацию «Антиномии социальной философии и развитие концепции Макса Вебера» (науч. консультант — Добреньков В. И.).
Читает курсы по социологии глобализации, мир-системному анализу И. Валлерстайна и его школы, социологии и социальной философии К. Маркса и Ф. Энгельса. Входит в Ученый совет социологического факультета МГУ. Являлся заместителем заведующего кафедрой истории и теории социологии по научной работе.
Член редколлегии журналов «Социология» и «Медицина. Социология. Философия. Прикладные исследования».
Как отмечает доктор политических наук, доктор юридических наук, профессор О. Г. Карпович: «Базовой теорией и методологией А. Б. Рахманова является марксизм (классовая теория)…»
В феврале 2018 года во время лекции лидера ЛДПР В. В. Жириновского на социологическом факультете МГУ, у него с Рахмановым произошел конфликт, после чего Жириновский «пообещал сделать все возможное, чтобы Рахманова не было в Московском университете».
Принимал участие в документальном фильме «Энгельс. Live», посвященном 200-летию со дня рождения немецкого мыслителя (премьера фильма состоялась 27 ноября 2020 г. на телеканале «Культура»).
Автор работ в изданиях «Вестник Московского университета», «Вопросы экономики», «Азия и Африка сегодня», «Латинская Америка», «Балтийский регион» и др.

## Труды
Монографии
- Социальная философия Макса Вебера: метаморфозы и кризисы. М.: URSS, 2012. 560 с. ISBN 978-5-396-00423-8 — указывалась первым в российской науке исследованием социальной философии М. Вебера[16]
  - Анализируется в статье: Ионин Л. Г., Ожиганов Э. Н. Макс Вебер как повод: курьезы «социальной философии» // Социологический журнал. 2012. № 2. С. С. 5-22.
- Социальная философия К. Маркса и Ф. Энгельса и ее антиномии. М.: Ленанд, 2012. 602 с. ISBN 978-5-397-02624-6 ; 2-е изд. — Москва, 2017. ISBN 978-5-9710-4165-8
- Гибридизация мировой и внешней политики в свете социологии международных отношений. Под ред. профессора П. А. Цыганкова. М., 2017. 352 с. (Рецензия)

Учебные пособия
- История социологии: в 3 кн.: Учебник / Под ред. В. И. Добренькова. — Кн.1: История социологии (XIX — первая половина ХХ в.). М.: ИНФРА-М, 2004.
- Социология глобализации [учебное пособие для вузов по направлению 040100 «Социология»] / В. И. Добреньков, А. Б. Рахманов. М.: Академический проект, 2014. 633 с. ISBN 978-5-8291-1632-3

Др. работы
- Так были ли Маркс и Энгельс русофобами? / А. Б. Рахманов. // Россия и современный мир. 2005. № 4 (49). С. 153-164.
- Рахманов, А. Б. Развитие взглядов К. Маркса и Ф. Энгельса на Россию / А. Б. Рахманов // Вестник Московского ун-та. Сер.18. Социология и политология. — 2010. — № 3. С. 40-57.
- Развитие Китайской народной республики в XXI в. и антимонии социальной философии марксизма / А. Б. Рахманов // Вестник МГУ. Сер.18. Социология и политология. — 2013. — № 3. — С. 19-26.
- «Катастрофа “Титаника”: социально-классовая структура и шансы на спасение», Вестник Московского Университета, 2016 г., № 2.